# Amours salées et Plaisirs sucrés
Pour plus de détails, voir Fiche technique et Distribution.
Amours salées et Plaisirs sucrés (Dieta mediterránea) est un film espagnol réalisé par Joaquín Oristrell, sorti en 2009.

## Synopsis
Sofía fait partie des meilleurs chefs du monde. Elle tombe amoureuse de deux hommes, Toni et Frank, et rève d'un ménage à trois.

## Fiche technique
- Titre : Amours salées et Plaisirs sucrés
- Titre original : Dieta mediterránea
- Réalisation : Joaquín Oristrell
- Scénario : Yolanda García Serrano et Joaquín Oristrell
- Musique : Josep Mas et Salvador Niebla
- Photographie : Albert Pascual
- Montage : Aixalà et Domi Parra
- Production : Marta Esteban et Gerardo Herrero (producteurs délégués)
- Société de production : Messidor Films
- Société de distribution : Zootrope Films (France)
- Pays :  Espagne
- Genre : Comédie romantique
- Durée : 102 minutes
- Dates de sortie : 
  - Espagne : 6 février 2009
  - France : 23 février 2011

## Distribution
- Olivia Molina : Sofía
- Paco León : Toni
- Alfonso Bassave : Frank
- Carmen Balagué : Loren
- Roberto Álvarez : Ramón
- Jesús Castejón : Pepe Ripoll
- Jordi Martínez : Frank, le beau-père
- Usun Yoon : Hoshi

## Accueil
Isabelle Regnier pour Le Monde qualifie le film de « bonne surprise ». Cécile Mury pour Télérama évoque un film à la fraicheur et la légèreté assumée.